# HD 107773
HD 107773，又名CP-66 1752，SAO 251877、HR 4710，是一颗恒星，视星等为6.36，位于銀經300.26，銀緯-4.91，其B1900.0坐标为赤經12h 17m 50.9s，赤緯-67° -4.91′ 3″。